# 津福站
津福站（日语：／ Tsubuku eki */?）是位於福岡縣久留米市津福本町，西日本鐵道（西鐵）的天神大牟田線車站。車站編號為T30。
車站靠近西鐵福岡（天神）站一方300米處會進入高架橋區間。但是路線只可容納有限列車，來自福岡（天神）站方向的部分列車會在此站折返（在2014年3月修正中，平日時間表早上設有1往返班次）。另外，曾經此站設有多班折返列車（主要為從福岡出發的急行列車，從久留米出發的普通列車）。

## 歷史
- 1921年（大正10年）11月1日 - 大川鐵道（日语：西鉄大川線）車站啟用[1]。
- 1932年（昭和7年）12月28日 - 九州鐵道（日语：九州鉄道 (2代)）開始駛入此站。
- 1937年（昭和12年）
  - 6月22日 - 大川鐵道被九州鐵道 (第2代)收購合併，成為九州鐵道單獨車站。
  - 10月1日 - 此站至大善寺之間改軌距至1435毫米，同時電氣化。路線編入至大牟田線內。此站至上久留米之間改名為上久留米線（日语：西鉄大川線）。
- 1942年（昭和17年）9月19日 - 九州鐵道等公司合併至九州電氣軌道（日语：九州電気軌道），成為九州電氣軌道車站（在3日後的9月22日，公司改名為西日本鐵道）。
- 1948年（昭和23年）7月5日 - 上久留米線暫停服務（1951年（昭和26年）12月25日正式廢止）。
- 1974年（昭和49年） - 翻新車站大樓。
- 2008年（平成20年）5月18日 - 此站開始可以使用IC卡nimoca。
- 2017年（平成29年）2月1日 - 此站引入車站編號[2]。

## 車站構造
車站是一座地面車站，設有1面2線的島式月台。此站是業務委託車站。另外，在路軌配置上，此站是一線通過結構，特急等通過列車會使用上行月台（1號月台）通過此站。

### 月台
| 月台 | 路線          | 上下行 | 方向                     | 備註 |
| ---- | ------------- | ------ | ------------------------ | ---- |
| 1    | ■天神大牟田線 | 下行   | 柳川、大牟田方向         |      |
| 2    | ■天神大牟田線 | 上行   | 久留米、福岡（天神）方向 |      |

## 使用狀況
在2019年度，1日平均上下車人次為2,485人。
以下為各年度1日平均使用人次列表：
| 年度   | 1日平均 乘車人次 | 1日平均 上下車人次 |
| ------ | ---------------- | ------------------ |
| 2007年 | 1,447            | 2,907              |
| 2008年 | 1,372            | 2,775              |
| 2009年 | 1,334            | 2,699              |
| 2010年 | 1,310            | 2,647              |
| 2011年 | 1,268            | 2,569              |
| 2012年 |                  | 2,534              |
| 2013年 |                  | 2,568              |
| 2014年 | 1,258            | 2,537              |
| 2015年 | 1,270            | 2,569              |
| 2016年 | 1,247            | 2,523              |
| 2017年 | 1,222            | 2,480              |
| 2018年 | 1,247            | 2,512              |
| 2019年 |                  | 2,485              |

## 車站周邊
- 正進幼稚園
- 久留米津福本町郵局
- 津福公民館
- 的場橡膠 津福工場
- 九州電氣工業
- 木村屋（日语：木村屋）
- 福岡縣營住宅津福團地
- 久留米市營住宅津福團地（圖片 （页面存档备份，存于））
- 西鐵巴士（日语：西鉄バス久留米・大川支社）：津福本町巴士站（15號 - 通町・大川市方向）

## 相鄰車站
西日本鐵道
■天神大牟田線
■特急、■急行
通過
■普通
聖瑪麗病院前（T29）－津福（T30）－安武（T31）

### 曾經存在的路線
西日本鐵道
上久留米線（1948年暫停服務，1952年廢止）
下久留米－津福

## 注腳
1. ↑  「地方鉄道停留場設置」『官報』1921年11月8日（國立國會圖書館數碼化資料）
2. ↑   (PDF). 西日本鐵道. 2017-01-24  [2017年3月20日]. （原始内容存档 (PDF)于2020-07-28） （日语）.
3. ↑  . 西日本鉄道株式会社.   [2021-01-14]. （原始内容存档于2021-01-29） （日语）.
4. ↑  久留米市統計書（運輸・通信）西鉄各駅乗降人員数 （页面存档备份，存于）（日語） 2021年3月4日參閲

## 外部連結
- 津福站（西鐵沿線web） （页面存档备份，存于）（日語）